# فيكتور غونزاليس توريس
فيكتور غونزاليس توريس (بالإسبانية: Víctor González Torres)‏ هو شخصية أعمال مكسيكي، ولد في 1 يوليو 1947 في مدينة مكسيكو في المكسيك.